# Обрегон, Альваро
А́льваро Обрего́н Сали́до (исп. Álvaro Obregón Salido, 19 февраля 1880, Сикисива, Навохоа, штат Сонора — 17 июля 1928, Мехико) — мексиканский военный и политический деятель, участник Мексиканской революции, президент Мексики с 1 декабря 1920 по 30 ноября 1924 года.

## Биография

### Ранние годы
Родился в ирландско-мексиканской семье (фамилия Обрегон — испанизированная ирландская фамилия О’Брайен) в штате Сонора. В детстве работал на семейной ферме, где познакомился с индейцами майо, которые также работали там, и выучил их язык. Двуязычие сослужило ему хорошую службу в дальнейшей военной и политической карьере. Формально закончил только начальную школу в Уатабампо. В 1898—1904 годах работал на сахарном заводе Наволато токарем, после чего занялся торговлей обувью, а затем сельским хозяйством. В 1906 году смог купить собственную ферму, где стал выращивать нут на экспорт в США. В 1909 году изобрёл комбайн для уборки нута и вскоре основал завод по производству этих комбайнов, оснащённый современной сборочной линией, успешно продавая эти комбайны фермерам. Поскольку нут был экспортной культурой, он лоббировал расширение железнодорожной линии, чтобы более эффективно поставлять свой урожай на североамериканский рынок. Он также лоббировал ирригационные работы, чтобы увеличить производительность своей фермы.
Участвовать в политике начал в 1911, когда был избран президентом муниципалитета Уатабампо.

### Мексиканская революция
Не поддерживал борьбу против президента-диктатора Диаса, однако после его отставки в 1911 году стал сторонником политики президента Мадеро. После его свержения и прихода к власти Викториано Уэрты, Обрегон стал наряду с Венустиано Каррансой одним из лидеров повстанцев. В апреле 1912 года сформировал и возглавил 4-й пехотный батальон в составе 60 кавалеристов и 52 пехотинцев. В отличие от подавляющего большинства революционных организаций, платил своим солдатам лично. Однако уже в сентябре, после ряда поражений, вернулся к себе на ранчо. В марте 1913 вернулся к повстанческой деятельности, возглавив гарнизон Эрмосильо. С сентября 1913, после ряда успешных боёв, был назначен военным командующим штатов Сонора, Синалоа, Дуранго, Чиуауа и Нижняя Калифорния. Его войсками при взятии города Тополобампо в боевых действиях был использован самолёт, что считается первым использованием авиации в чисто военных целях.

При осмотре поля боя перед одним из сражений Обрегон потерял правую руку

После того, как в 1914 Уэрта, а затем и его преемник Франсиско Карвахаль бежали из страны, а Мехико 14 августа был занят силами повстанцев, Обрегон провозгласил Каррансу временным президентом Мексики и возглавил армию нового правительства. После того, как Каррансе не удалось договориться с другими революционными лидерами — Франсиско Вильей и Эмилиано Сапатой — армия нового правительства под командованием Обрегона начала войну с ними и смогла нанести им несколько тяжёлых поражений. Всего армия Обрегона 4 раза вступала в бой с силами Вильи (6-7 и13-15 апреля 1915 у Селаи, 29 апреля — 5 июня 1915 у Тринидада и Санта-Ана-дель-Конде, где Обрегону оторвало правую руку снарядом, и 10 июля 1915 у Агуаскальентеса. Всего Вилья потерял 4000 человек, 1000 лошадей, 5000 ружей и 32 орудия, около 6000 его человек было взято в плен. Хотя это поражение было очень серьёзным, Вилья и Сапата продолжали активное сопротивление ещё несколько лет.
В марте 1916 года Обрегон был назначен военным и морским министром в кабинете Каррансы. В этой должности он участвовал в разработке Конституции 1917 года, главным образом в военном аспекте. Будучи министром, основал Национальную школу пилотов, Академию Генерального штаба и Школу военной медицины. После создания нового правительства в Мехико 5 февраля 1917 года продолжил занимать свою должность, но подал в отставку 30 апреля, надеясь уйти на пенсию и заняться частной жизнью в качестве фермера. Однако 1 июня 1919 выдвинул свою кандидатуру на президентских выборах. Был поддержан Мексиканской рабочей партией (Partido Laborista Mexicano) популярного профсоюзного лидера Луиса Моронеса.
11 апреля 1920 был обвинён в организации переворота и вскоре бежал на север страны. Президент Карранса 23 апреля был фактически отстранён от власти, бежал из Мехико в Веракрус, но вскоре был пойман сторонниками Обрегона и убит. С 1 июня по 1 декабря временным президентом Мексики был Адольфо де ла Уэрта, 5 сентября были проведены президентские выборы, на которых победил Обрегон.

## Президент Мексики
На посту президента провёл аграрные (в штатах Мехико и Морелос) и антиклерикальные реформы. В 1921 году образовал первое в истории страны министерство просвещения во главе с известным историком и философом Хосе Васконселосом. Пытался сохранить контроль и баланс преобладающих политических сил в стране, главным образом армии. По этой причине он предоставил амнистию Панчо Вилье и Сатурнино Седильо, в обмен на прекращение боевых действий и содействие стабильности страны предоставил им земельные наделы и семенной фонд (20 июля 1923 Вилья был убит).
Правительство добилось признания со стороны США, пойдя на серьёзые уступки в торговых отношениях в вопросах сельского хозяйства и нефти. В конце 1923 года американские войска помогли Обрегону подавить мятеж сторонников Адольфо де ла Уэрты.
В то же время он проявлял авторитарные тенденции во внутренней политике, что вызывало протесты даже недавних союзников, например, Национальной кооперативистской партии Хорхе Прието Лауренса.

## Последние годы
На выборах 1924 года не имел права баллотироваться, и президентом был избран Плутарко Элиас Кальес. Обрегон вернулся на родину, где продолжил заниматься сельским хозяйством. Первым в стране он начал бизнес по производству топлива для автомобилей, поэтому часто посещал крупные города США. Несколько раз встречался с президентом и министрами правительства Мексики. В 1926 и 1927 пережил два покушения.
Политика Кальеса вызывала недовольство в армии, церковных и крестьянских слоях населения, благодаря чему фигура Обрегона приобрела вновь стала популярной. В январе 1927 года в конституцию Мексики были внесены изменения, позволявшие переизбрание, в результате чего Обрегон объявил о своём намерении переизбраться в 1928 году.
Обрегон незадолго до прибытия в Мексику стал объектом покушения со стороны группы коренных жителей яки.
1 июля 1928 вновь принял участие в выборах президента в качестве единственного кандидата, но вскоре после прибытия в Мехико, ещё не успев вступить в должность, 17 июля был убит в ресторане Хосе де Леоном Торалем, студентом-католиком, который был сторонником повстанцев-кристерос и противником антиклерикальной политики Обрегона и его преемника Кальеса. В 1960 году мексиканский историк Антонио Риус Фасиус исследовал протоколы осмотра тела Обрегона, проведенные врачом, в которых утверждается, что на теле были пулевые отверстия разного калибра, что позволяет предположить, что для убийства было использовано более одного оружия, что подтверждает тезис о том, что, хотя Хосе де Леон Тораль, несомненно, убил Обрегона, он был не единственным покушавшимся.
Автор воспоминаний «8000 километров в кампании» («8,000 kilómetros en campaña»).

## Память
В честь Альваро Обрегона названы город Сьюдад-Обрегон в штате Сонора, один из районов Мехико (в котором он был убит), округ Канадас-де-Обрегон в штате Халиско и небольшое селение Колония Альваро Обрегон в штате Чиуауа. Его имя высечено золотыми буквами (бронзой с позолотой) на Стене почёта в зале заседаний Палаты депутатов мексиканского Конгресса.

## Награды
- Высший орден Хризантемы (1924)
- Медаль военных заслуг (Мексика) (1919)